# 安倍内親王
安倍内親王（あべないしんのう）は、淳仁天皇の娘。母は不詳。淳仁天皇治世での伊勢斎宮。

## 生涯
父の即位前は山於女王（やまのうえじょおう）と呼ばれていたが、内親王宣下により名を改めることとなった。淳仁天皇の即位間もない天平宝字2年8月19日に、池田王（淳仁天皇の兄）らが伊勢神宮へ派遣されて斎王の事を報告しており、この頃伊勢斎宮に卜定されたと思われる。
天平宝字5年8月29日（761年10月2日）に大祓が行われ、翌9月に伊勢へ群行したが、天平宝字8年10月9日（764年11月6日）の父の廃位により退下した。その後、礒部王（長屋王の孫で高階氏の祖）の妻となって石見王（いわみおう）を産んだとされる。